# Giro d’Italia 2021/21. Etappe
Die 21. Etappe des Giro d’Italia 2021 wurde am 30. Mai 2021 als Einzelzeitfahren über 30,3 Kilometer von Senago nach Mailand ausgetragen. Sie war die letzte Etappe des Giro d’Italia 2021.
Etappensieger wurde Filippo Ganna (Ineos Grenadiers), der bereits das Auftaktzeitfahren gewonnen hatte. Tageszweiter wurde Rémi Cavagna (Deceuninck-Quick-Step) mit einem Rückstand von 12 Sekunden vor Edoardo Affini (Jumbo-Visma), der 13 Sekunden Rückstand hatte und Matteo Sobrero (Astana-Premier Tech) mit 14 Sekunden Rückstand.
Drei der ersten vier Fahrer hätten bessere Zeiten erzielen können: Ganna hatte kurz vor dem Ziel einen Reifendefekt, Cavagna kollidierte in der letzten Kurve mit der Bande und Sobrero wurde im kurvigen Finale durch drei vorher gestartete Fahrer und deren Teamwagen behindert, so dass er abbremsen musste.
Auf den Podiumsplätzen ergaben sich keine Änderungen: Der Gesamtsieger Egan Bernal (Ineos Grenadiers) wurde 24. des Zeitfahrens mit 1:53 Minuten Rückstand, der Gesamtzweite Damiano Caruso (Bahrain Victorious) 17. auf 1:23 Minuten und Simon Yates 51. auf 2:47 Minuten. Bernals Teamkollege Daniel Felipe Martínez (14. auf 1:21 Minuten) verbesserte sich vom sechsten auf den fünften und João Almeida (Deceuninck-Quick-Step, 5. auf 0:27 Minuten) vom achten auf den sechsten Gesamtrang, während der vormalige Gesamtfünfte Romain Bardet (Team DSM, 31. auf 2:10 Minuten) zwei Plätze verlor.

## Ergebnis
| \| Etappenergebnis \| Etappenergebnis \| Etappenergebnis \| Etappenergebnis \| Etappenergebnis \| \| Fahrer \| Fahrer \| Land \| Team \| Zeit \| \| --------------- \| --------------- \| --------------- \| --------------------- \| --------------- \| \| 1. \| Filippo Ganna \| Italien \| Ineos Grenadiers \| 33 min 48 s \| \| 2. \| Rémi Cavagna \| Frankreich \| Deceuninck-Quick Step \| + 12 s \| \| 3. \| Edoardo Affini \| Italien \| Jumbo-Visma \| + 13 s \| \| 4. \| Matteo Sobrero \| Italien \| Astana-Premier Tech \| + 14 s \| \| 5. \| João Almeida \| Portugal \| Deceuninck-Quick Step \| + 27 s \| \| 6. \| Max Walscheid \| Deutschland \| Qhubeka Assos \| + 33 s \| \| 7. \| Alberto Bettiol \| Italien \| EF Education-Nippo \| + 34 s \| \| 8. \| Jan Tratnik \| Slowenien \| Bahrain Victorious \| + 42 s \| \| 9. \| Gianni Moscon \| Italien \| Ineos Grenadiers \| + 44 s \| \| 10. \| Iljo Keisse \| Belgien \| Deceuninck-Quick Step \| + 47 s \| |                 |             |                       |             |
| |                 |             |                       |             |
| Quelle: ProCyclingStats |                 |             |                       |             |
| Etappenergebnis |                 |             |                       |             |
| Fahrer | Fahrer          | Land        | Team                  | Zeit        |
| 1. | Filippo Ganna   | Italien     | Ineos Grenadiers      | 33 min 48 s |
| 2. | Rémi Cavagna    | Frankreich  | Deceuninck-Quick Step | + 12 s      |
| 3. | Edoardo Affini  | Italien     | Jumbo-Visma           | + 13 s      |
| 4. | Matteo Sobrero  | Italien     | Astana-Premier Tech   | + 14 s      |
| 5. | João Almeida    | Portugal    | Deceuninck-Quick Step | + 27 s      |
| 6. | Max Walscheid   | Deutschland | Qhubeka Assos         | + 33 s      |
| 7. | Alberto Bettiol | Italien     | EF Education-Nippo    | + 34 s      |
| 8. | Jan Tratnik     | Slowenien   | Bahrain Victorious    | + 42 s      |
| 9. | Gianni Moscon   | Italien     | Ineos Grenadiers      | + 44 s      |
| 10. | Iljo Keisse     | Belgien     | Deceuninck-Quick Step | + 47 s      |

## Endstände
| \| Gesamtwertung \| Gesamtwertung \| Gesamtwertung \| Gesamtwertung \| Gesamtwertung \| \| Fahrer \| Fahrer \| Land \| Team \| Zeit \| \| ------------- \| ---------------------- \| ---------------------- \| ---------------------- \| ---------------- \| \| 1. \| Egan Bernal \| Kolumbien \| Ineos Grenadiers \| 86 h 17 min 28 s \| \| 2. \| Damiano Caruso \| Italien \| Bahrain Victorious \| + 1 min 29 s \| \| 3. \| Simon Yates \| Vereinigtes Königreich \| BikeExchange \| + 4 min 15 s \| \| 4. \| Alexander Wlassow \| Russland \| Astana-Premier Tech \| + 6 min 40 s \| \| 5. \| Daniel Felipe Martínez \| Kolumbien \| Ineos Grenadiers \| + 7 min 24 s \| \| 6. \| João Almeida \| Portugal \| Deceuninck-Quick Step \| + 7 min 24 s \| \| 7. \| Romain Bardet \| Frankreich \| Team DSM \| + 8 min 05 s \| \| 8. \| Hugh Carthy \| Vereinigtes Königreich \| EF Education-Nippo \| + 8 min 56 s \| \| 9. \| Tobias Foss \| Norwegen \| Jumbo-Visma \| + 11 min 44 s \| \| 10. \| Daniel Martin \| Irland \| Israel Start-Up Nation \| + 18 min 35 s \| |                        |                        |                        |                  |
| |                        |                        |                        |                  |
| Quelle: ProCyclingStats |                        |                        |                        |                  |
| Gesamtwertung |                        |                        |                        |                  |
| Fahrer | Fahrer                 | Land                   | Team                   | Zeit             |
| 1. | Egan Bernal            | Kolumbien              | Ineos Grenadiers       | 86 h 17 min 28 s |
| 2. | Damiano Caruso         | Italien                | Bahrain Victorious     | + 1 min 29 s     |
| 3. | Simon Yates            | Vereinigtes Königreich | BikeExchange           | + 4 min 15 s     |
| 4. | Alexander Wlassow      | Russland               | Astana-Premier Tech    | + 6 min 40 s     |
| 5. | Daniel Felipe Martínez | Kolumbien              | Ineos Grenadiers       | + 7 min 24 s     |
| 6. | João Almeida           | Portugal               | Deceuninck-Quick Step  | + 7 min 24 s     |
| 7. | Romain Bardet          | Frankreich             | Team DSM               | + 8 min 05 s     |
| 8. | Hugh Carthy            | Vereinigtes Königreich | EF Education-Nippo     | + 8 min 56 s     |
| 9. | Tobias Foss            | Norwegen               | Jumbo-Visma            | + 11 min 44 s    |
| 10. | Daniel Martin          | Irland                 | Israel Start-Up Nation | + 18 min 35 s    |

| Punktewertung | Punktewertung    | Punktewertung | Punktewertung                      | Punktewertung |
| Fahrer        | Fahrer           | Land          | Team                               | Punkte        |
| ------------- | ---------------- | ------------- | ---------------------------------- | ------------- |
| 1.            | Peter Sagan      | Slowakei      | Bora-Hansgrohe                     | 136 P.        |
| 2.            | Davide Cimolai   | Italien       | Israel Start-Up Nation             | 118 P.        |
| 3.            | Fernando Gaviria | Kolumbien     | UAE Team Emirates                  | 116 P.        |
| 4.            | Elia Viviani     | Italien       | Cofidis                            | 86 P.         |
| 5.            | Egan Bernal      | Kolumbien     | Ineos Grenadiers                   | 80 P.         |
| 6.            | Dries De Bondt   | Belgien       | Alpecin-Fenix                      | 71 P.         |
| 7.            | Andrea Pasqualon | Italien       | Intermarché-Wanty-Gobert Matériaux | 61 P.         |
| 8.            | Simone Consonni  | Italien       | Cofidis                            | 60 P.         |
| 9.            | Edoardo Affini   | Italien       | Jumbo-Visma                        | 59 P.         |
| 10.           | Alberto Bettiol  | Italien       | EF Education-Nippo                 | 57 P.         |

| Bergwertung | Bergwertung       | Bergwertung            | Bergwertung            | Bergwertung |
| Fahrer      | Fahrer            | Land                   | Team                   | Punkte      |
| ----------- | ----------------- | ---------------------- | ---------------------- | ----------- |
| 1.          | Geoffrey Bouchard | Frankreich             | AG2R Citroën Team      | 184 P.      |
| 2.          | Egan Bernal       | Kolumbien              | Ineos Grenadiers       | 140 P.      |
| 3.          | Damiano Caruso    | Italien                | Bahrain Victorious     | 99 P.       |
| 4.          | Daniel Martin     | Irland                 | Israel Start-Up Nation | 83 P.       |
| 5.          | Simon Yates       | Vereinigtes Königreich | BikeExchange           | 61 P.       |
| 6.          | João Almeida      | Portugal               | Deceuninck-Quick Step  | 54 P.       |
| 7.          | Bauke Mollema     | Niederlande            | Trek-Segafredo         | 53 P.       |
| 8.          | Lorenzo Fortunato | Italien                | Eolo-Kometa            | 52 P.       |
| 9.          | Romain Bardet     | Frankreich             | Team DSM               | 49 P.       |
| 10.         | Michael Storer    | Australien             | Team DSM               | 46 P.       |

| Nachwuchswertung | Nachwuchswertung       | Nachwuchswertung | Nachwuchswertung      | Nachwuchswertung  |
| Fahrer           | Fahrer                 | Land             | Team                  | Zeit              |
| ---------------- | ---------------------- | ---------------- | --------------------- | ----------------- |
| 1.               | Egan Bernal            | Kolumbien        | Ineos Grenadiers      | 86 h 17 min 28 s  |
| 2.               | Alexander Wlassow      | Russland         | Astana-Premier Tech   | + 6 min 40 s      |
| 3.               | Daniel Felipe Martínez | Kolumbien        | Ineos Grenadiers      | + 7 min 24 s      |
| 4.               | João Almeida           | Portugal         | Deceuninck-Quick Step | + 7 min 24 s      |
| 5.               | Tobias Foss            | Norwegen         | Jumbo-Visma           | + 11 min 44 s     |
| 6.               | Attila Valter          | Ungarn           | Groupama-FDJ          | + 45 min 30 s     |
| 7.               | Lorenzo Fortunato      | Italien          | Eolo-Kometa           | + 47 min 31 s     |
| 8.               | Michael Storer         | Australien       | Team DSM              | + 1 h 49 min 05 s |
| 9.               | Harold Tejada          | Kolumbien        | Astana-Premier Tech   | + 2 h 01 min 12 s |
| 10.              | Alessandro Covi        | Italien          | UAE Team Emirates     | + 2 h 03 min 30 s |

| Mannschaftswertung | Mannschaftswertung    | Mannschaftswertung           | Mannschaftswertung |
| Team               | Team                  | Land                         | Zeit               |
| ------------------ | --------------------- | ---------------------------- | ------------------ |
| 1.                 | Ineos Grenadiers      | Vereinigtes Königreich       | 259 h 30 min 31 s  |
| 2.                 | Jumbo-Visma           | Niederlande                  | + 26 min 52 s      |
| 3.                 | Team DSM              | Deutschland                  | + 29 min 09 s      |
| 4.                 | Astana-Premier Tech   | Kasachstan                   | + 33 min 05 s      |
| 5.                 | Team BikeExchange     | Australien                   | + 1 h 15 min 12 s  |
| 6.                 | Trek-Segafredo        | Vereinigte Staaten           | + 1 h 27 min 09 s  |
| 7.                 | Movistar Team         | Spanien                      | + 1 h 28 min 18 s  |
| 8.                 | Deceuninck-Quick Step | Belgien                      | + 1 h 37 min 51 s  |
| 9.                 | Bahrain Victorious    | Bahrain                      | + 1 h 51 min 05 s  |
| 10.                | UAE Team Emirates     | Vereinigte Arabische Emirate | + 1 h 54 min 04 s  |